# Cantó de Saint-Maur-des-Fossés-Centre
El cantó de Saint-Maur-des-Fossés-Centre és un antic cantó francès del departament de Val-de-Marne, que estava situat al districte de Créteil. Comptava amb part del municipi de Saint-Maur-des-Fossés.
Va desaparèixer al 2015 i el seu territori es va dividir entre el cantó de Saint-Maur-des-Fossés-1 i el cantó de Saint-Maur-des-Fossés-2.

## Municipis
- Saint-Maur-des-Fossés (part)

## Història
| Data d'elecció                           | Identitat           | Partit                     | Qualitat |
| ---------------------------------------- | ------------------- | -------------------------- | -------- |
| 1967-1979                                | M. Julien           | UDR, després RPR           |          |
| 1979-1985                                | Bernard Vincens     | Divers droite              |          |
| 1985-1992                                | Jean-Jacques Julien | RPR                        |          |
| 1992-2004                                | Bernard Vincens     | Divers droite, després RPR |          |
| 2004-2009                                | Henri Plagnol       | UMP                        |          |
| 2009-                                    | Nicolas Clodong     | Divers droite              |          |
| les dades anteriors no són pas conegudes |                     |                            |          |
|                                          |                     |                            |          |

## Demografia
| A partir de 1990: Població sense dobles comptes |